# Parque Nacional Jōshin'etsu-kōgen
O Parque Nacional Jōshin'etsu-kōgen é um parque nacional japonês, localizado nas prefeituras de Gunma, Niigata e Nagano. Extendendo-se por 148 194 hectares, foi designado parque nacional em 7 de setembro de 1949.